# Gliese 794
Gliese 794 (WD 2032+248) es una enana blanca encuadrada en la constelación de Vulpecula.
Su magnitud aparente es +11,55 y se encuentra a 48 años luz del sistema solar.
Gliese 794 tiene tipo espectral DA2, siendo su temperatura efectiva de 20.704 ± 322 K —otro estudio reduce dicha cifra a 19.980 K—.
Como las enanas blancas no generan energía por fusión nuclear, sino que radian al exterior el exceso de calor a un ritmo constante, con el tiempo su temperatura superficial va descendiendo; Gliese 794 es una enana blanca muy caliente, con una edad estimada —como remanente estelar— de sólo 60 millones de años.
Entre todas las enanas blancas a menos de 20 pársecs del Sistema Solar, es una de las más calientes y jóvenes.
Además, la luminosidad de estos objetos decrece con el tiempo, por lo que Gliese 794 es una enana blanca aún muy luminosa, pese a que brilla con el 0,0275% de la luminosidad solar.
Aunque es un 7% menos luminosa que Sirio B, su luminosidad es 56 veces superior a la de Procyon B.
Presenta una velocidad de rotación proyectada de 11 ± 5.
Posee una masa equivalente a 0,64 masas solares, valor habitual en estrellas degeneradas y prácticamente igual a la de la citada Procyon B.
La atmósfera de Gliese 794 está compuesta fundamentalmente de hidrógeno.
Las atmósferas de enanas blancas con una temperatura superior a 50.000 K siempre contienen elementos pesados, mientras que por debajo de dicha temperatura existe una dicotomía entre aquellas compuestas solo por hidrógeno puro y aquellas en las que se pueden detectar dichos elementos.
En concreto, la abundancia de silicio —único metal detectado en Gliese 794— decrece con la temperatura.
Por último, cabe resaltar la medida del campo magnético de Gliese 794, que es de 2700 G.